# Saxifraga x fontqueri
Saxifraga x fontqueri es una planta herbácea de la familia de las saxifragáceas.
Es un híbrido compuesto por las especies Saxifraga canaliculata y	Saxifraga cuneata.

## Taxonomía
Saxifraga x fontqueri fue descrita por Ángel María Romo y publicado en Bot. J. Linn. Soc. 108: 211 1992.
Etimología
Saxifraga: nombre genérico que viene del latín saxum, ("piedra") y frangere, ("romper, quebrar"). Estas plantas se llaman así por su capacidad, según los antiguos, de romper las piedras con sus fuertes raíces. Así lo afirmaba Plinio, por ejemplo.
fontqueri: epíteto otorgado en honor del botánico Pius Font i Quer.